# ハッピーエアポート
ハッピーエアポート（HAPPY AIRPORT）は、映画「ハッピーフライト」の関連企画として製作された空港の紹介番組。
映画宣伝というパッケージではなく、一般の人々がわかりやすく空港を知る内容となっているのが特徴。
ガイドをつとめるのは映画「ハッピーフライト」CA役を演じた女優陣やミス日本「空の日」。
ANAと国土交通省が制作に全面協力している。
Podcastingでの配信やCS放送・フジテレビ721にて放送された。

## 番組
- 新千歳空港
ガイド役は、ミス日本「空の日」八木菜摘（現・札幌テレビ放送報道記者）
- 羽田空港
ガイド役は映画「ハッピーフライト」CA役の女優・伊藤久美子
- セントレア
ガイド役は映画「ハッピーフライト」CA役の女優・坂井三恵
- 関西国際空港
ガイド役は、映画「ハッピーフライト」CA役の女優・美帆
- 福岡空港
ガイド役は映画「ハッピーフライト」CA役の女優・松田珠希

## クレジット
- 製作：フジテレビ、アルタミラピクチャーズ、東宝、電通
- 制作 FILM LLP